# 利雪
利雪（りせつ）は、豪雪地帯における降雪を農産物など食品の貯蔵や住宅などの建物の冷房として利用したり、観光などの地域おこしの材料などとして利用すること。中谷宇吉郎らの提唱による。

## 概要

### 農産物の貯蔵
- 雪を利用して、玄米、長薯などを貯蔵する。

### 建物での利用
- 経済産業省が検討しているグリーン熱証書の導入などがある。これは雪などで冷やす冷房エネルギーなどの環境価値を証券化して取引するシステム。
- 秋田県立横手清陵学院中学校・高等学校では、雪冷房システムを導入している[1][2]。

### 観光、地域おこし
- さっぽろ雪まつり　札幌市で行われている雪像などを作るイベントに利用している。
- 豪雪体験ツアー　青森県五所川原市の金木町地区では吹雪が激しいのを逆手にとり観光に利用している。